# Morrin (Alberta)
Morrin est un village (village) du Comté de Starland, situé dans la province canadienne d'Alberta.

## Démographie
En tant que localité désignée dans le recensement de 2011, Morrin a une population de 245 habitants dans 112 de ses 129 logements, soit une variation de -3.2% avec la population de 2006. Avec une superficie de 0,819 8 km2, village possède une densité de population de 298,853 4 hab/km2 en 2011.
Concernant le recensement de 2006, Morrin abritait 253 habitants dans 110 de ses 122 logements. Avec une superficie de 0,819 8 km2, village possédait une densité de population de 308,6 hab/km2 en 2006.
| 2001 | 2006 | 2011 | 2016 |
| ---- | ---- | ---- | ---- |
| 252  | 253  | 245  | 240  |